# Juan Negrín
Juan Negrín (Las Palmas de Grande Canarie, 3 février 1892 - Paris, 12 novembre 1956) est un physiologiste et homme d'État espagnol. De 1937 à 1945, il est chef du gouvernement de la Seconde République espagnole, puis du gouvernement en exil.
Son parcours est atypique. Il entre tardivement en politique et ce après une carrière de chercheur et de professeur de physiologie. Il s'affilie au PSOE en 1929 et abandonne la recherche. Il parle plusieurs langues étrangères, ce qui est assez inhabituel pour un homme politique espagnol.
Président du gouvernement de la République de 1937 à 1939, Juan Negrín est un des personnages les plus controversés de la guerre civile espagnole. Selon l'historien Stanley G. Payne, personne n'est plus détesté que lui. Le camp franquiste le considère comme un « traitre rouge », tandis qu'une partie du camp républicain lui reproche la prolongation inutile de la guerre, les atrocités commises par les checas (es) et la subordination aux plans de l'Union soviétique. Le PSOE, dominé par Indalecio Prieto décide de son exclusion en 1946, l'accusant de subordination au Parti communiste d'Espagne et à l'Union soviétique. En juillet 2008, cependant, le PSOE décide la réhabilitation de Juan Negrín, considérant les accusations portées contre lui sans aucun fondement.

## Vie privée, famille et études
Il est le fils aîné de Juan Negrín Cabrera, homme d'affaires prospère, et de Dolores López Marrero, née à San Mateo. Sa famille est très conservatrice et catholique convaincue. Son frère est clarétain et sa sœur prononce les vœux séculiers. Sa mère termine sa vie à Lourdes après la guerre.
Negrín entame ses études dans sa ville natale au collège privé La Soledad et obtient son baccalauréat (es) à quatorze ans. En 1906, son père l'envoie étudier la médecine en Allemagne. Il entame ses études à quinze ans à l'université de Kiel et poursuivit Leipzig (1908). Là, il travaille au célèbre Institut de physiologie et se lie à la prestigieuse figure de Ewald Hering. Le 21 août 1912 il obtient le grade de docteur avec une thèse sur Zur Frage nach der Genese der Piqûre-glycosurie. Durant les deux années suivantes, il publie diverses recherches en physiologie dans des revues allemandes, il travaille comme assistant à l'université de Leipzig. À cause de la mobilisation de ses supérieurs lors de la Première Guerre mondiale, il endosse de nouvelles responsabilités professorales. Il refuse toutefois le poste de Privat-Dozent qu'on lui offre, préférant retourner en Espagne. En Allemagne, il termine presque un cursus de chimie et apprend l'anglais, l'allemand et le français. Il traduit L'Anaphylaxie de Charles Richet du français vers l'allemand. Peu après, il apprend également l'italien et le russe. En tout, il connaitra dix langues.
Le 21 juillet 1914 il épouse María Mijailova Fidelman, issue d'une famille russe originaire d'Iekaterinbourg qui étudie également à Leipzig. Des cinq enfants issus de cette union, deux filles meurent jeunes. Ces malheurs provoquent une distanciation dans le couple et l'entrée dans la vie de Negrín de Feliciana López de Dom Pablo (1906-1987), une de ses assistantes qui devient sa compagne.
Ses fils Juan, Rómulo y Miguel Negrín Fidelman ne reviennent pas d'exil. Le fils aîné Juan (né à Leipzig en novembre 1914) est neuro-chirurgien et exerce à New York. Il épouse l'actrice Rosita Díaz Gimeno (es) et représente ses frères dans les procédures intentées contre l'État espagnol en raison de la confiscation de tous les biens de leur grand-père paternel, procédures qui se clôturent en 1995. Rómulo (né à Madrid le 8 mai 1917) est aviateur durant la guerre civile, fait des études d'ingénieur à New York et vit au Mexique jusqu'à sa mort en 2004. En raison de la grave maladie de sa femme, leurs enfants Juan Román et Carmen sont élevés à Paris par leur grand-père paternel jusqu'à la mort de ce dernier. Le troisième fils de Negrín réside au New Jersey.

## Carrière académique en Espagne
Negrín rentre en Espagne en octobre 1915 et le 22 février 1916 et il sollicite une bourse d'études pour poursuivre ses recherches à New York et Harvard. Santiago Ramón y Cajal lui propose plutôt la direction du nouveau laboratoire de physiologie générale à Madrid qui par manque de place à l'Institut national des sciences, se trouve dans les caves de la résidence universitaire ; Negrín accepte.
En 1919, il passe un examen d'équivalence et son titre allemand de licencié en médecine et chirurgie est confirmé. L'année suivante, il présente une thèse de doctorat El tono vascular y el mecanismo de la acción vasotónica del esplácnico. En 1922, il inaugure une chaire de physiologie à l'université centrale de Madrid. Il organise alors un laboratoire d'application au sein de la faculté de médecine, tandis qu'il oriente celui de la résidence universitaire vers la recherche.
Negrín s'attache surtout à créer une école de physiologie de renommée internationale. Il est le maître de Severo Ochoa (qui obtient le prix Nobel de médecine), de José María García-Valdecasas et de Francisco Grande Covián (es). Ses élèves peuvent bénéficier de l'abondante bibliothèque de physiologie que Negrín a ramené d'Allemagne et qu'il complète au long des années. Malgré ses connaissances et selon le témoignage de ses élèves comme Severo Ochoa, il « expliquait mal » et « se dédisait beaucoup ».
Après ces années fécondes d'enseignement et de recherches scientifiques de première qualité, il abandonne cette carrière et entre en politique. Un des hôpitaux les plus importants des Canaries situé Las Palmas de Grande Canarie porte le nom de Hospital Doctor Negrín.

## Carrière politique
Il entre au Parti socialiste ouvrier espagnol en 1929 et en 1931, il est élu député de la province de Las Palmas. Il le reste jusqu'à sa démission en 1934. Negrín ne porte pas grand intérêt aux théories marxistes. Il ne se lie jamais aux syndicats et appartient à l'aile « priétiste » du parti. Il professe un socialisme modéré et est convaincu de la nécessité de l'enseignement laïc pour faire progresser le pays.
Le 4 janvier 1934, en raison de la loi sur l'incompatibilité, il démissionne de son poste de professeur et on lui concède deux tiers de son traitement. Quelques jours plus tard, le 10 janvier, le ministre de l'instruction publique Marcelino Domingo l'autorise à poursuivre son enseignement.
Il est soupçonné de participation à la révolution de 1934 mais l'affaire est classée. Il reste donc vice-président du groupe socialiste, faisant fonction de président à la suite de l'emprisonnement de Largo Caballero pour sa participation au coup d'État.

## Guerre civile

### Ministère de l'Économie et des Finances
En septembre 1936, il est nommé ministre de l'Économie et des Finances dans le gouvernement de Largo Caballero. Il y représente le PSOE et l'aile priétiste du parti.
En tant que ministre des Finances, il met en place les carabineros, une force de 20 000 hommes dans le but de reprendre le contrôle des postes de frontière avec la France qui étaient aux mains de la CNT,.
Il fait également approuver et supervise le transfert secret de la plus grande part des réserves d'or de la Banque d'Espagne. 460 tonnes (sur 635) d'or fin sont transportées jusque Carthagène puis jusqu'à Moscou (le fameux Or de Moscou). Ce transfert a lieu afin de payer les équipements militaires que la République achète à l'Union soviétique, qui exige d'être payée d'avance. Cette mesure est la seule alternative possible au refus des puissances démocratiques de vendre des armes à l'Espagne, refus qui repose sur un Pacte de non-agression dont l'Allemagne et l'Italie, assez paradoxalement, sont également signataires tout en soutenant activement les nationalistes espagnols. Certains critiques pensent que cette décision plaça le gouvernement républicain sous le contrôle de Staline.

### Présidence du conseil des ministres
Au printemps 1937, il joue un rôle crucial dans la vie politique de l'Espagne républicaine. À ce moment-là, le gouvernement de Largo Caballero vacille devant le mécontentement des communistes, des priétistes et des républicains de gauche. Ce mécontentement est dû au manque d'intégration du gouvernement et à la mauvaise gestion de l'effort de guerre (Largo Caballero est également ministre de la guerre). Ses opposants l'accusent d'inefficacité, de manque de centralisation et de condescendance envers les forces de la gauche républicaine (anarchistes, caballeristes et trotskistes du POUM). Les communistes provoquent une crise du gouvernement en demandant son remplacement au ministère de la guerre. Le président de la République Azaña accepte et il nomme Negrín président du gouvernement.
Il n'est pas au courant de l'assassinat de Andreu Nin et des projets du POUM avant les faits. De nombreux crimes furent commis par les communistes et les anarchistes sous son gouvernement. Le conflit entre ces deux courants politiques se mue en vraie guerre civile à l'intérieur de la Guerre civile, surtout en Catalogne
Le premier acte politique important du nouveau gouvernement Negrín est la publication des Treize points (30 avril 1938) qui établissent et concrétisèrent les objectifs de la guerre civile et sur lesquels il prétendait établir un accord de principe avec les « nationaux ».
« 
1. Assurer l'indépendance absolue et la totale intégrité de l'Espagne
2. Départ des troupes étrangères
3. République démocratique avec un gouvernement jouissant de toute l'autorité
4. Référendum pour déterminer la structure juridique et sociale de la République espagnole
5. Libertés régionales sans nuire à l'unité espagnole.
6. Liberté de conscience et de culte garantie par l'état
7. Garantie de la propriété légitime et protection des moyens de production
8. Démocratie paysanne et abrogation de la propriété semi-féodale
9. Législation sociale qui garantit les droits du travailleur
10. Amélioration culturelle, physique et morale de la race
11. Armée au service de la nation, sans l'influence des partis
12. La guerre n'est plus considérée comme instrument de la politique nationale
13. Amnistie large pour les Espagnols qui veulent reconstruire et fortifier l'Espagne »

L'offre est rejetée par Franco qui exigeait une reddition inconditionnelle. Frustré dans son désir de rétablir la paix, Negrín renforce ses pouvoirs et lance une nouvelle et grande offensive qui est un désastre pour les républicains. À son entrée en fonction en mai 1937, une victoire du Front populaire est encore concevable. Les opérations militaires menées par la suite ne sont qu'une suite lamentable de défaites. Avaient été perdues les batailles de Brunete, de Belchite, tout le nord, Teruel, Alcañiz, Lérida, Tortosa et Vinaròs. L'Espagne républicaine est alors coupée en deux.
Il transfère le gouvernement à Barcelone (octobre 1937) et en avril 1938, il réorganise son gouvernement (au sein duquel il cumule le porte-feuille de la défense, précédemment occupé par Prieto) avec l'appui de la CNT et de l'UGT. Negrín tente de renforcer le pouvoir central face aux syndicats et anarchistes, en s'alliant à la bourgeoisie et aux classes moyennes, en essayant de limiter le mouvement révolutionnaire et en établissant une économie de guerre. Il lança une politique de renforcement de l'armée et du pouvoir gouvernemental, plaça l'industrie sous le contrôle de l'État et essaya d'organiser la retraite. Désapprouvant son centralisme, les ministres Irujo et Ayguadé démissionnèrent le 16 août 1938. Le 21 septembre il annonce le rappel des Brigades internationales, espérant qu'en contrepartie, les volontaires italiens du camp national feraient de même. Il avait en fait l'intention de lier le conflit espagnol à la Deuxième Guerre mondiale qu'il pense imminente. Les accords de Munich font s'évanouir tout espoir d'aide extérieure.
Antony Beevor affirme que « Negrín a tenté de restreindre l'activité politique par la censure, l'exil et les arrestations d'une manière similaire à ce que l'appareil d'État franquiste a fait. Pourtant, la majorité des sympathisants de la République à l'étranger, qui avaient défendu sa cause parce qu'elle était la cause de la liberté et de la démocratie, se turent devant les dérives de la police secrète. »
Avant la chute de la Catalogne, lors de la réunion des Cortes à Figueres, il propose la reddition avec pour seule condition la vie sauve pour les vaincus. Il ne parvient pas à trouver un accord et il se rend dans le centre de l'Espagne en février 1939 avec le but d'organiser l'évacuation comme il l'a fait en Catalogne. La rébellion du Conseil national de Défense rejointe par des personnalités de premier plan du camp républicain comme le général José Miaja, le colonel Segismundo Casado ou Julián Besteiro réduit ses espoirs à néant.
Pendant les derniers jours de la guerre, il assemble un important trésor à partir de biens réquisitionnés. Il espère ainsi soutenir les républicains en exil et transporte ce trésor à Mexico dans un yacht de luxe le Vita, qui était auparavant le yacht royal d'Alphonse XIII. À l'arrivée du Vita à Verglacé, Prieto prend possession du navire et entame une polémique avec Negrín. La gauche comme la droite accusèrent Negrín d'utiliser ses fonds dans son propre intérêt. Negrín indiqua que son intention était d'utiliser cet argent pour financer le transfert des exilés républicains à Mexico. Dans ce but, il fonda le SERE (Servicio de Evacuación de Refugiados Españoles). Prieto pensait qu'il était plus utile d'utiliser cet argent pour une aide directe aux réfugiés (nourriture…) et créa la JARE (Junta de Auxilio a los Republicanos Españoles).

## Polémiques autour du personnage
Juan Negrín est un des personnages les plus controversés de la guerre civile espagnole. Au moment des faits, Negrín est l'objet de critiques acerbes de la part de ses ennemis politiques. Ce n'est que récemment que des auteurs comme Ricardo Miralles ou Enrique Moradiellos font des efforts pour le rétablir en tant qu'« homme d'État de grande envergure ».

## Exil

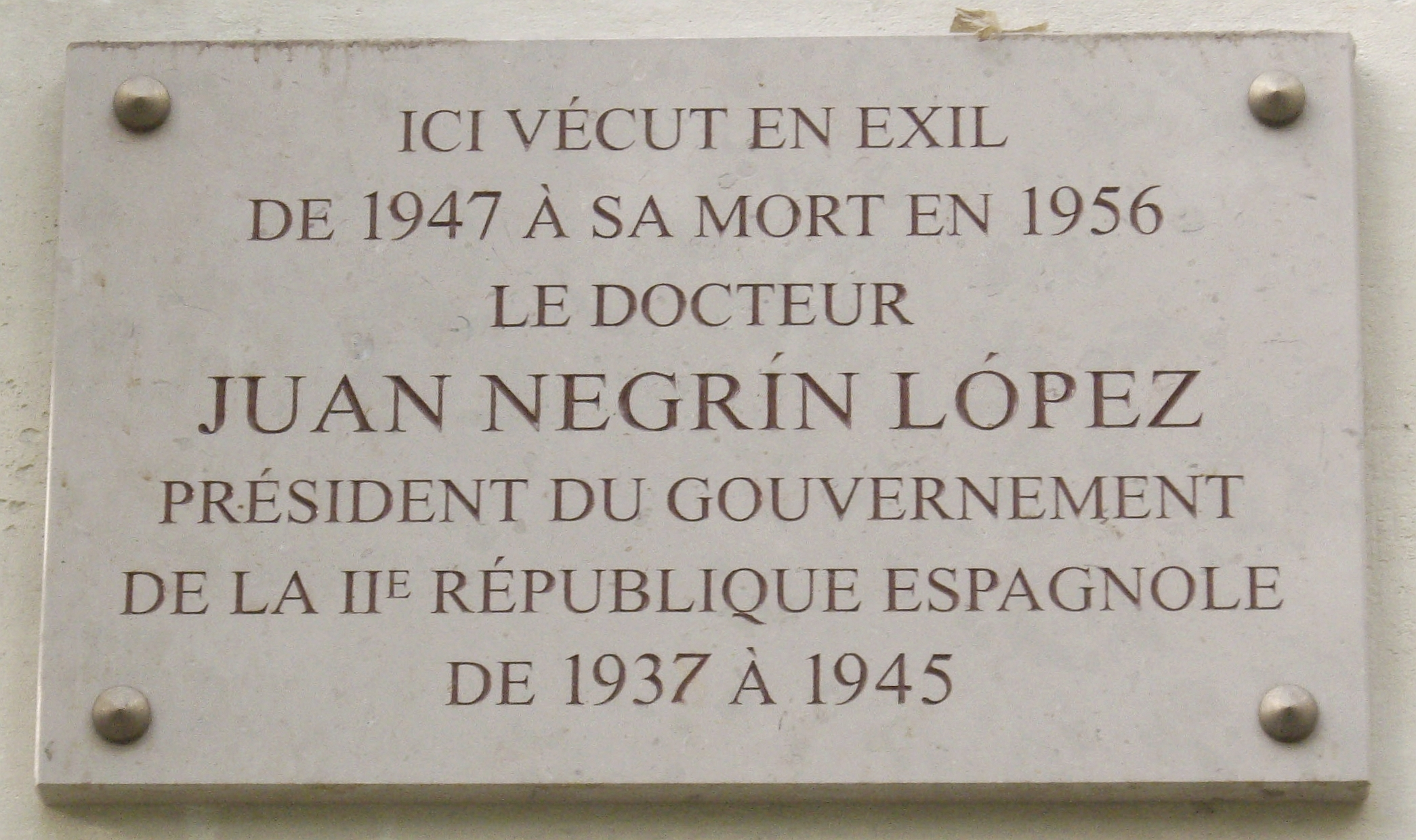
Plaque au n°78 bis avenue Henri-Martin (16e arrondissement de Paris), où il vit de 1947 à 1956.

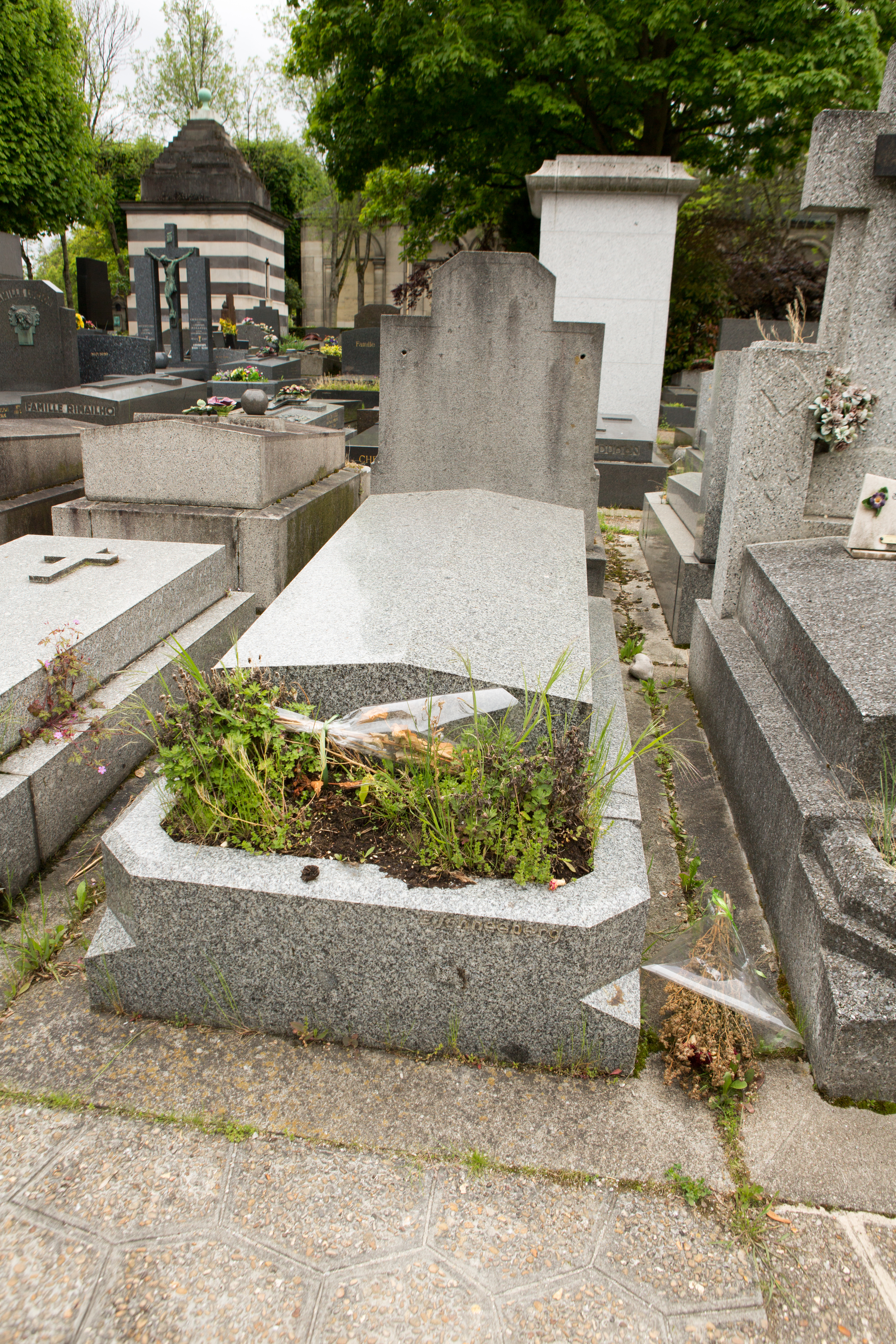
Tombe au cimetière du Père-Lachaise.

Un décret ministériel de février 1939 organisa l'épuration dans l'enseignement universitaire, sans aucun procès contradictoire. Il toucha plusieurs universitaires :
« ...Sont relevés de leur fonction les professeurs d'université sous-mentionnés pour désaffection publique et notoire au nouveau régime implanté en Espagne, non seulement pour leurs actions dans les zones qui ont souffert et souffrent de la domination marxiste, mais aussi pour leur rôle politique anti-nationaliste et anti-espagnol dans les périodes précédents le Glorieux Mouvement National. L'évidence de leur conduite pernicieuse pour le pays rend totalement inutile les garanties juridiques qui en d'autres cas sont la base des procès. Pour cela, le ministère se sépare définitivement de Luis Jiménez de Asúa, Fernando de los Ríos Urruti, Felipe Sánchez Román (es) et José Castillejo Duarte, professeurs de droit ; José Giral Pereira, professeur de pharmacie ; Gustavo Pittaluga Fattorini et Juan Negrín López, professeurs de médecine ; Blas Cabrera, professeur de sciences ; Julián Besteiro Fernández, José Gaos González Pola (en) et Domingo Barnés Salinas, professeurs de philosophie et lettres, tous de l'université de Madrid. Pablo Azcárate Flórez, Demófilo de Buen Lozano (es), Mariano Gómez González et Wenceslao Roces Suárez (es), professeurs excédentaires de droit. »
— Décret du 3 février 1939, Ministère espagnol de l'enseignement.
À la fin du conflit, Negrín s'installe en France, puis à Londres d'où il continue à présider le gouvernement de la République espagnole en exil. Cependant, la majorité des partis politiques et des députés ne reconnaissent pas la légalité d'un gouvernement en exil en juillet 1939.
Il s'installe au Mexique à la fin de la guerre mondiale. Ses divergences avec Indalecio Prieto et Diego Martínez Barrio entrainent sa démission des Cortes en exil. Negrín et une trentaine de socialistes sont radiés du PSOE le 23 avril 1946, même s'ils sont réhabilités lors du congrès fédéral socialiste de 2008.
Après quelque temps au Royaume-Uni, il fixe sa résidence définitive en France. Il meurt à Paris à l'âge de 64 ans d'une maladie cardiaque. Il fut enterré au cimetière du Père-Lachaise (88e division). Il avait stipulé que sa mort devait être annoncée avec deux jours de retard et que sa pierre tombale ne mentionnerait que ses initiales : "J.N.L.".

### Les archives privées de Negrín et le futur musée
La petite-fille du scientifique et de l'homme politique, Carmen Negrín Fetter, révéla en novembre 2008 des informations sur les Mémoires autographes, incomplets, que laissa Negrín et sur une grande quantité des documents officiels, correspondances personnelles, photographies et livres qui composaient ses archives privées et en bon état de conservation malgré les divers déménagements. Ces archives n'ont été utilisées qu'en partie par quelques historiens comme Gabriel Jackson (en) pour sa monographie (octobre 2008) et pour l'exposition consacrée à Negrín en 2006 à l'occasion du cinquantenaire de sa mort. Ces archives sont en cours de numérisation dans l'intention de la présenter dans le futur musée dédié à la mémoire de Negrín. Ce musée devrait se loger dans une ancienne caserne de Grande Canarie cédée par la mairie. L'exploitation détaillée de ces archives contribuera sans doute à clarifier certaines zones d'ombre.

## Réhabilitation par le PSOE
Le Parti socialiste ouvrier espagnol lui rend à titre posthume et 63 ans après sa destitution, sa carte de membre du parti. L'ex-vice-président Alfonso Guerra parle d'« une réparation d'une injustice ».
Pour l'historien Ángel Viñas les principales accusations portées contre Negrín sont réfutables.
- Negrín n'envoya pas de bon gré l'or de la Banque d'Espagne à Moscou.
- Il n'intrigua pas avec les autorités soviétiques pour que Manuel Azaña renvoie Francisco Largo Caballero.
- Il tenta d'empêcher l'enlèvement et l'assassinat de Andrés Nin[27].
- Il démit Indalecio Prieto de sa propre initiative sans prendre en compte les pressions soviétiques.
- Les dirigeants du PCE laissèrent à Negrín le soin de résoudre la crise gouvernementale d'avril 1938 et oublièrent leur campagne antérieure contre Prieto.
- Malgré la démission de Prieto, les relations de ce dernier avec Negrín ne se rompirent jamais.
- Sa volonté de prolonger la guerre n'avait rien à voir avec les intérêts de l'Union soviétique.
- Il ne fut pas l'homme de Moscou en Espagne.
- Il ne prolongea pas la guerre inutilement.
- Personne ne réagit à la volonté du gouvernement républicain en exil de fournir au gouvernement de Franco les documents en sa possession relatifs à l'or de Moscou.